# کوپاپ
کوپاپ (به اسپانیایی: Copap) یک کوه در پرو است. کوپاپ ۵٬۵۷۰ متر بالاتر از سطح دریا واقع شده‌است.